# Seoul Open Challenger
Il Seoul Open Challenger è un torneo professionistico di tennis giocato annualmente sui campi in cemento del Centro Tennis del Parco Olimpico a Seul, in Corea del Sud. Inaugurato nel 2014 come parte dell'ITF Women's Circuit femminile, terminato dopo due stagioni, dal 2015 si sono tenuti anche i tornei riservati agli uomini nell'ambito dell'ATP Challenger Tour.

## Albo d'oro

### Singolare maschile
| Anno       | Campione            | Finalista        | Punteggio        |
| ---------- | ------------------- | ---------------- | ---------------- |
| 2024       | Nikoloz Basilašvili | Tarō Daniel      | 7–5, 6–4         |
| 2023       | Bu Yunchaokete      | Aleksandar Vukic | 7–6(4), 6–4      |
| 2022       | Li Tu               | Wu Yibing        | 7–6(5), 6–4      |
| 2021- 2020 | Non disputato       | Non disputato    | Non disputato    |
| 2019       | Kwon Soon-woo       | Max Purcell      | 7–5, 7–5         |
| 2018       | Mackenzie McDonald  | Jordan Thompson  | 1–6, 6–4, 6–1    |
| 2017       | Thomas Fabbiano     | Kwon Soon-woo    | 1–6, 6–4, 6–3    |
| 2016       | Serhij Stachovs'kyj | Lu Yen-hsun      | 4–6, 6–3, 7–6(7) |
| 2015       | Gō Soeda            | Chung Hyeon      | 3–6, 6–3, 6–3    |

### Singolare femminile
| Anno | Campionessa     | Finalista     | Punteggio   |
| ---- | --------------- | ------------- | ----------- |
| 2015 | Riko Sawayanagi | Jang Su-jeong | 6–4, 6–4    |
| 2014 | Misaki Doi      | Misa Eguchi   | 6–1, 7–6(3) |

### Doppio maschile
| Anno       | Campioni                            | Finalisti                            | Punteggio           |
| ---------- | ----------------------------------- | ------------------------------------ | ------------------- |
| 2024       | Saketh Myneni Ramkumar Ramanathan   | Vasil Kirkov Bart Stevens            | 6–4, 4–6, [10–3]    |
| 2023       | Max Purcell (2) Yasutaka Uchiyama   | Chung Yun-seong Yuta Shimizu         | 6–1, 6–4            |
| 2022       | Kaichi Uchida Wu Tung-lin           | Chung Yun-seong Aleksandar Kovacevic | 6(2)–7, 7–5, [11–9] |
| 2021- 2020 | Non disputato                       | Non disputato                        | Non disputato       |
| 2019       | Max Purcell (1) Luke Saville        | Ruben Bemelmans Serhij Stachovs'kyj  | 6–4, 7–6(7)         |
| 2018       | Toshihide Matsui Frederik Nielsen   | Chen Ti Yi Chu-huan                  | 6–4, 7–6(3)         |
| 2017       | Hsieh Cheng-peng Peng Hsien-yin (2) | Thomas Fabbiano Dudi Sela            | 5–1 rit.            |
| 2016       | Matt Reid John-Patrick Smith        | Gong Maoxin Yi Chu-huan              | 6–3, 7–5            |
| 2015       | Gong Maoxin Peng Hsien-yin (1)      | Lee Hyung-taik Danai Udomchoke       | 6–4, 7–5            |

### Doppio femminile
| Anno | Campionesse                        | Finaliste                        | Punteggio |
| ---- | ---------------------------------- | -------------------------------- | --------- |
| 2015 | Chan Chin-wei (2) Lee Ya-hsuan     | Hong Seung-yeon Kang Seo-kyung   | 6–2, 6–1  |
| 2014 | Chan Chin-wei (1) Chuang Chia-jung | Irena Pavlović Kristýna Plíšková | 6–4, 6–3  |